# 礼希镇区
礼希镇区為緬甸實皆省那加自治区的鎮區。2014年人口9061人，礼希為該鎮區首府。